# Henninger-Areal

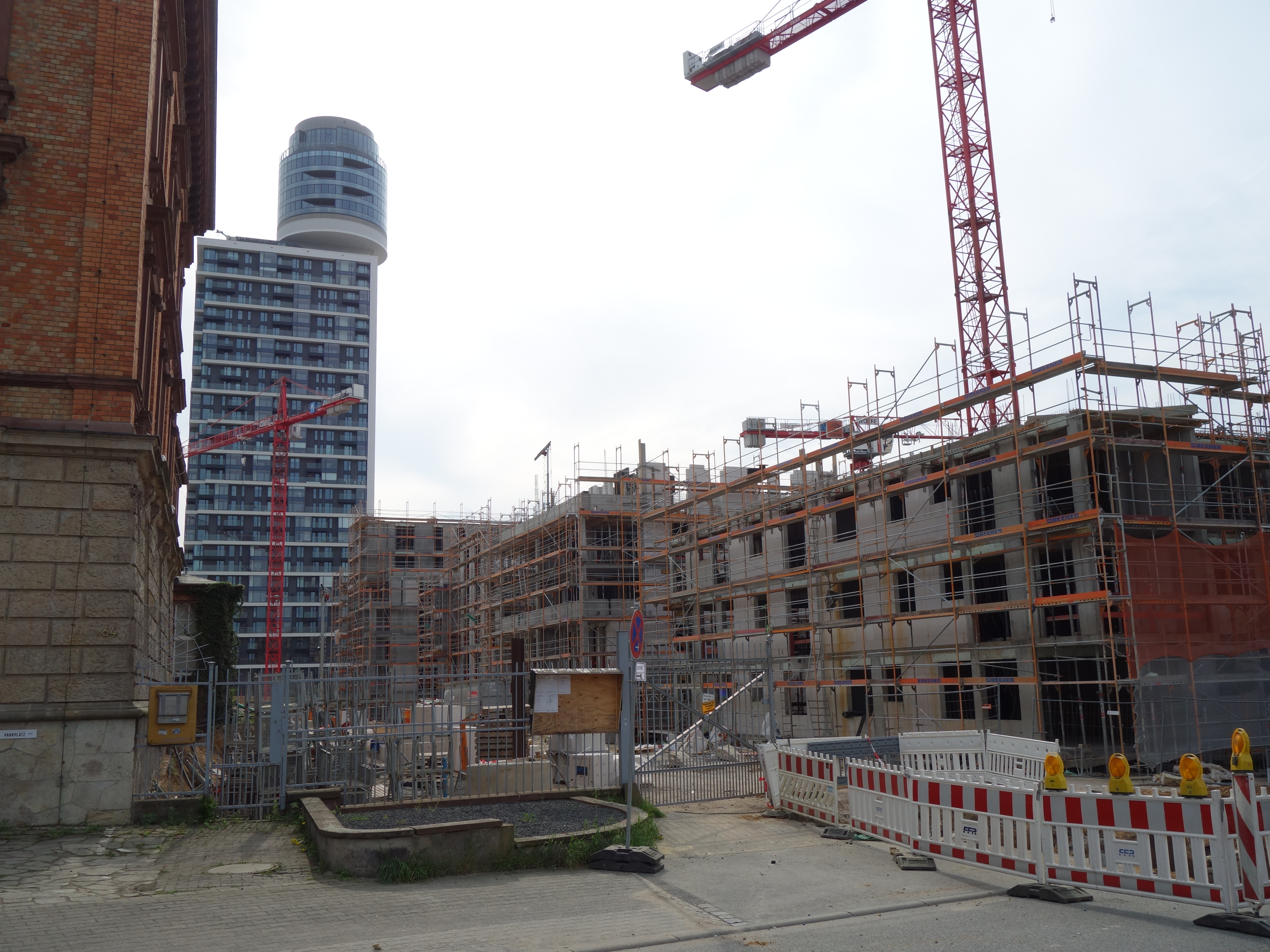
Südosten des Henninger Areals, vom Wendelsweg aus gesehen. Baufortschritt im April 2018. Im Hintergrund der Neue Henninger-Turm.

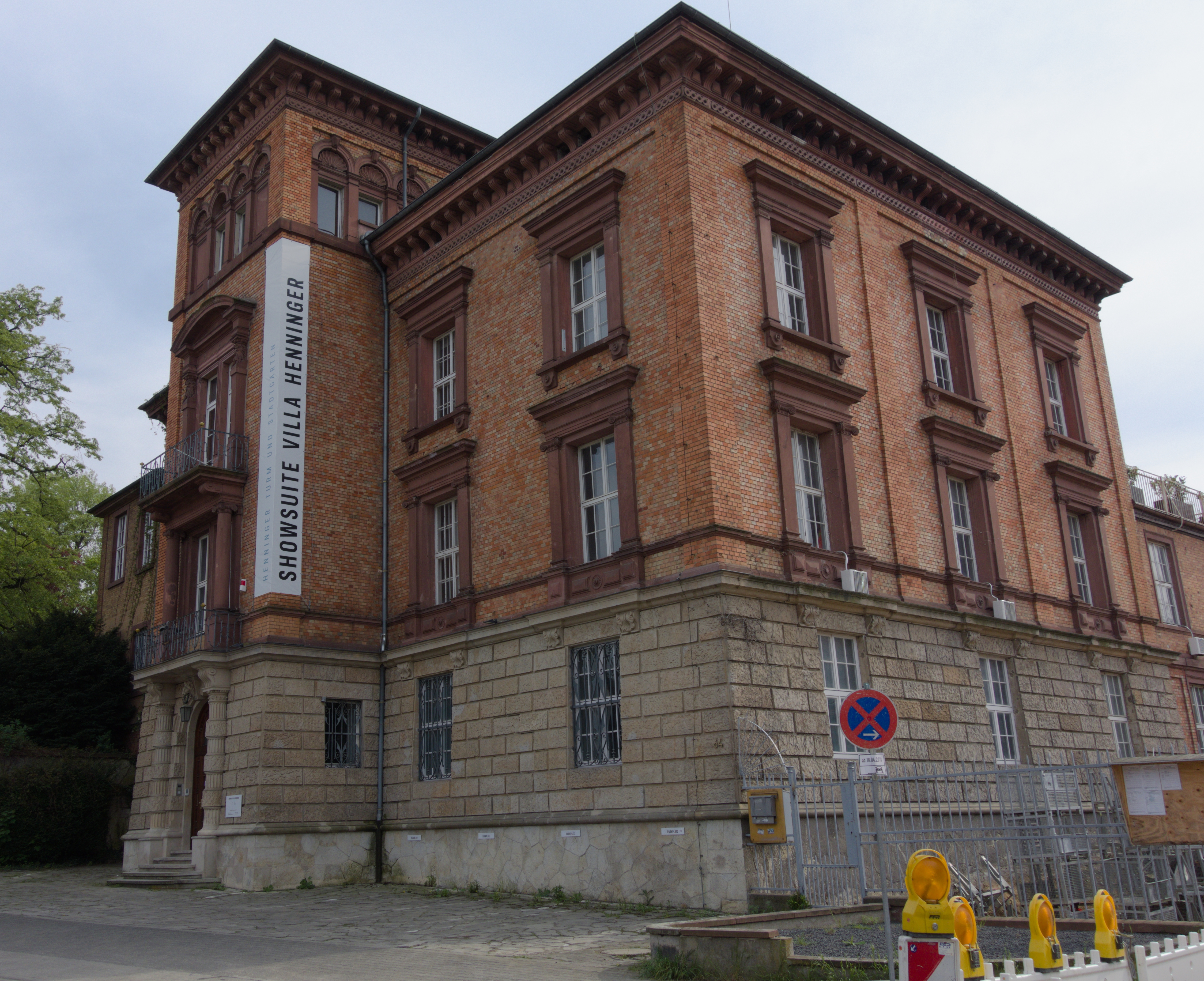
Villa Henninger im Südosten des Henninger-Areals. Das 1875 erbaute Haus bleibt erhalten und dient derzeit als Ausstellungsraum für die zu verkaufenden Immobilien.

Als Henninger-Areal wird das alte Betriebsgelände der ehemaligen Henninger-Bräu AG in Frankfurt-Sachsenhausen Süd bezeichnet. Auf ihm entsteht ein Wohngebiet mit ca. 1000 Wohneinheiten und ein Nahversorgungszentrum.
Das Henninger-Areal hat eine Fläche von ca. 9 Hektar. Es umfasst den Neuen Henninger-Turm, das mit 140 Metern zweithöchste Wohnhochhaus Frankfurts mit 209 Wohnungen, sein näheres Umfeld sowie das Gelände östlich davon zwischen Hainerweg und Wendelsweg, auf welchem unter dem Projektnamen Stadtgärten Henninger Turm ca. 800 Wohneinheiten und eine Kita gebaut werden.
Das Gelände der Binding-Brauerei befindet sich westlich an das Areal angrenzend.